# GP Denain 2025
De 66e editie van de wielerwedstrijd GP Denain werd gehouden op 20 maart 2025. De start en finish vonden plaats in Denain, in het Franse Noorderdepartement. De koers was opgenomen op de UCI ProSeries kalender en onderdeel van de Coupe de France. De winnaar was de Brit Matthew Brennan, gevolgd door de Belgen Gianni Vermeersch en Dries De Bondt.

## Verloop
Het peloton bleef 45 kilometer lang samen voordat een kleine kopgroep gevormd werd met Kévin Avoine, Quentin Bezza, Aaron Gate en Rory Townsend. Zowel Avoine als Bezza werden terug gegrepen door het peloton op 60 kilometer van de streep. Tegelijkertijd werd het peloton in twee gesplitst. Een paar kilometer later werd de kopgroep gegrepen. In de volgende kilometers reden meerdere renners lek in de eerste groep en werden er ook verschillende renners gelost.
Op 35 kilometer van de streep bestond de kopgroep uit Matthew Brennan, Gianni Vermeersch, Dries De Bondt, Florian Vermeersch, Dillon Corkery, Tomáš Kopecký, Alec Segaert, Axel Huens en Tibor Del Grosso. Er volgde een tweede groep van zeven renners op twaalf seconden. Op achttien kilometer van de streep reed Tibor Del Grosso lek in de kopgroep en twee kilometer later had Axel Huens mechanische problemen.
In de laatste tien kilometer volgde verschillende uitvallen in de kopgroep maar niemand geraakte weg. Zij reden samen naar de streep waar Matthew Brennan te sterk was voor Gianni Vermeersch en Dries De Bondt. De tweede groep werd nog gegrepen door het peloton en Arnaud De Lie won de sprint voor de negende plaats voor Lewis Askey en Steffen De Schuyteneer.

## Uitslag
| Plaats  | Naam               | Ploeg                             | tijd     |
| ------- | ------------------ | --------------------------------- | -------- |
| Winnaar | Matthew Brennan    | Visma \| Lease a Bike             | 4u15'54" |
| 2       | Gianni Vermeersch  | Alpecin-Deceuninck                | z.t.     |
| 3       | Dries De Bondt     | Decathlon AG2R La Mondiale        | z.t.     |
| 4       | Florian Vermeersch | UAE Team Emirates-XRG             | z.t.     |
| 5       | Brent Van Moer     | Lotto                             | zt.      |
| 6       | Dillon Corkery     | St Michel-Preference Home-Auber93 | z.t.     |
| 7       | Tomáš Kopecký      | Unibet Tietema Rockets            | z.t.     |
| 8       | Alec Segaert       | Lotto                             | z.t.     |
| 9       | Arnaud De Lie      | Lotto                             | + 30"    |
| 10      | Lewis Askey        | Groupama-FDJ                      | z.t.     |

1959 · 1960 · 1961 · 1962 · 1963 · 1964 · 1965 · 1966 · 1967 · 1968 · 1969 · 1970 · 1971 · 1972 · 1973 · 1974 · 1975 · 1976 · 1977 · 1978 · 1979 · 1980 · 1981 · 1982 · 1983 · 1984 · 1985 · 1986 · 1987 · 1988 · 1989 · 1990 · 1991 · 1992 · 1993 · 1994 · 1995 · 1996 · 1997 · 1998 · 1999 · 2000 · 2001 · 2002 · 2003 · 2004 · 2005 · 2006 · 2007 · 2008 · 2009 · 2010 · 2011 · 2012 · 2013 · 2014 · 2015 · 2016 · 2017 · 2018 · 2019 · 2020 · 2021 · 2022 · 2023 · 2024 · 2025
Ronde van Valencia ·
Ronde van Oman ·
Clásica de Almería ·
Figueira Champions Classic ·
Ronde van de Algarve ·
Ruta del Sol ·
Ardèche Classic ·
Drôme Classic ·
Kuurne-Brussel-Kuurne ·
Trofeo Laigueglia ·
Nokere Koerse ·
Milaan-Turijn ·
GP Denain ·
Bredene Koksijde Classic ·
Grote Prijs Miguel Indurain ·
Ronde van Hainan ·
Scheldeprijs ·
Brabantse Pijl ·
Ronde van de Alpen ·
Ronde van Turkije ·
Grote Prijs van Plumelec ·
Tro Bro Léon ·
Klassiek Duinkerke-GP van de Hauts-de-France ·
Vierdaagse van Duinkerke ·
Ronde van Hongarije ·
Veenendaal-Veenendaal ·
Antwerp Port Epic ·
Boucles de la Mayenne ·
Ronde van Noorwegen ·
Ronde van Slovenië ·
Brussels Cycling Classic ·
Dwars door het Hageland ·
Mont Ventoux Dénivelé Challenge ·
Ronde van België ·
Ronde van het Qinghaimeer ·
Ronde van Wallonië ·
Ronde van Burgos ·
Arctic Race of Norway ·
Ronde van Denemarken ·
Circuit Franco-Belge ·
Ronde van Duitsland ·
Ronde van Groot-Brittannië ·
Maryland Cycling Classic ·
GP Industria & Artigianato-Larciano ·
Coppa Sabatini ·
Grote Prijs van Fourmies ·
Grote Prijs van Wallonië ·
Ronde van Luxemburg ·
Super 8 Classic ·
Ronde van Langkawi ·
Ronde van het Münsterland ·
Ronde van Emilia ·
Coppa Bernocchi ·
Ronde van de Drie Valleien ·
Ronde van Piemonte ·
Ronde van het Taihu-meer ·
Parijs-Tours ·
Ronde van Veneto ·
Japan Cup ·
Veneto Classic